# 杰里·萨尔茨

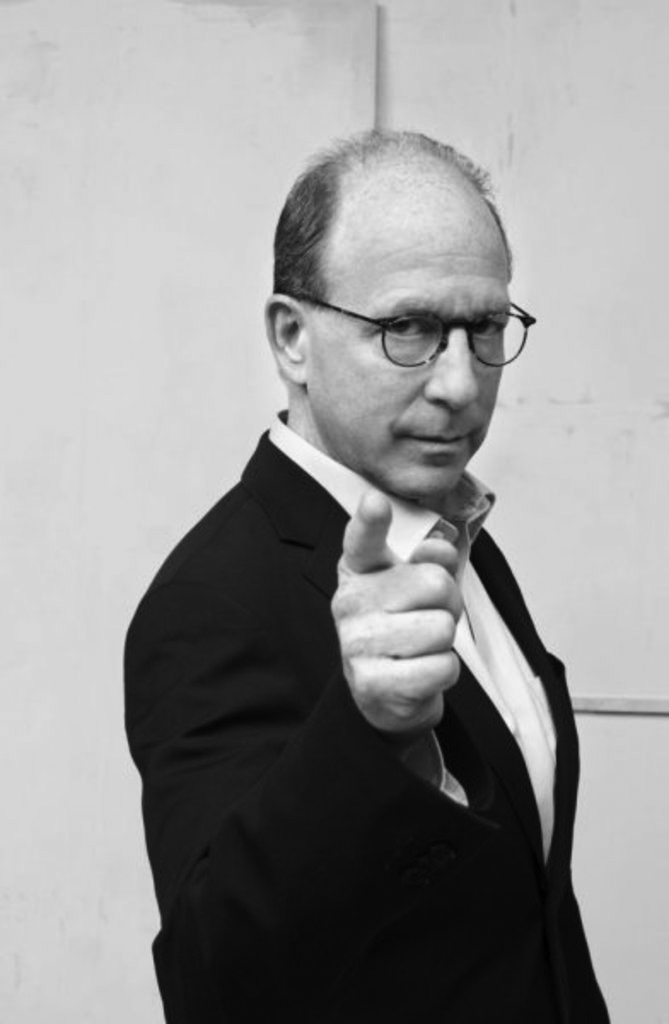
杰里·萨尔茨

杰里·萨尔茨 (Jerry Saltz，1951年2月19日—) 是一位美国艺术评论家，也是紐約杂志的专栏作家，曾在村聲上投稿。他生于奥克帕克。1970年至1975年间在芝加哥艺术学院就讀，後來辍学了。他于2018年获得普利策獎评论奖。 